# Mariela Garriga

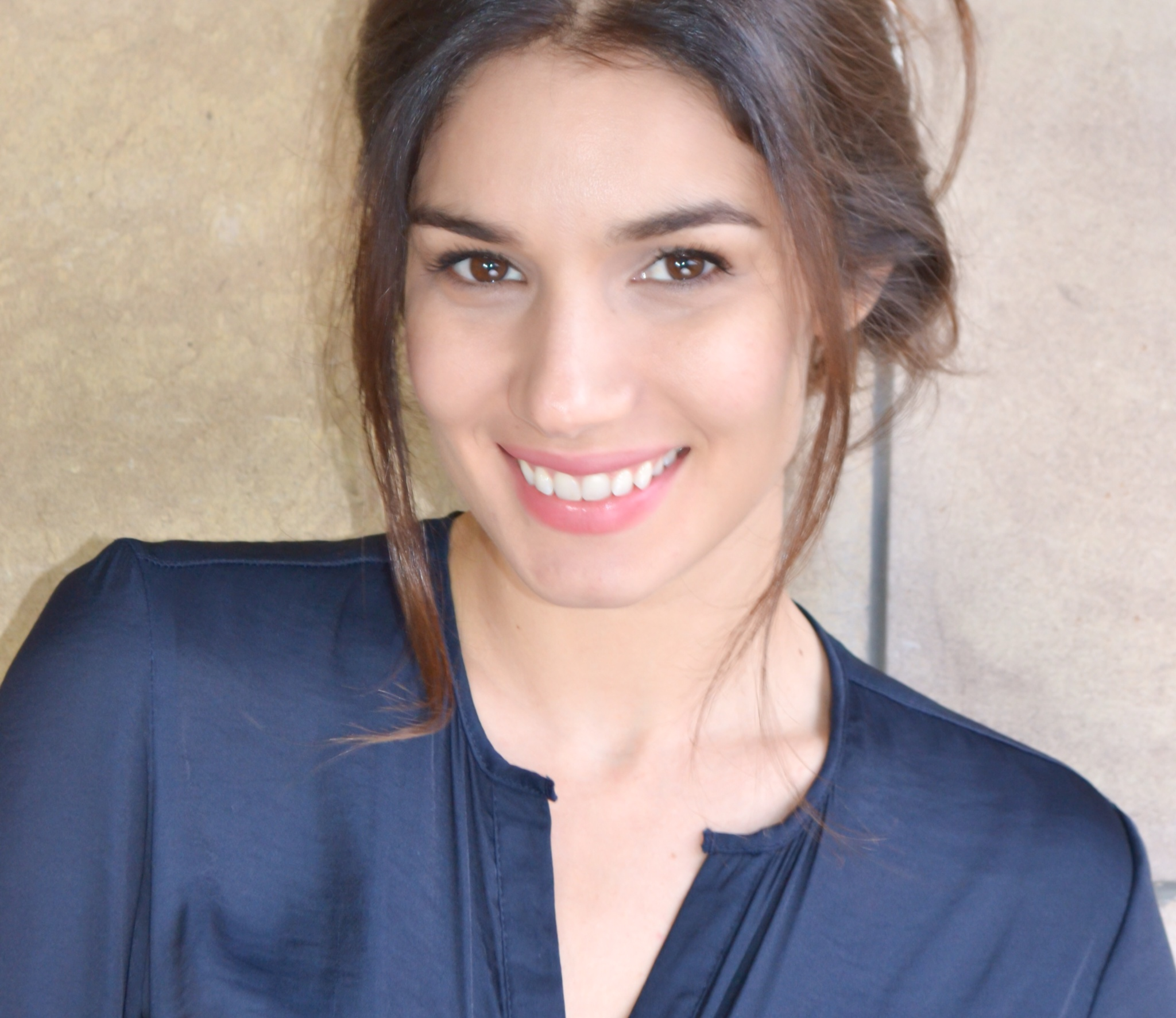
Mariela Garriga (2014)

Mariela Garriga (* 1989 in Havanna) ist eine kubanische Schauspielerin.

## Leben und Karriere
Garriga wurde in Havanna geboren, hat italienische, englische, spanische und französische Vorfahren und begann bereits in ihrer Jugend in Theater- und Fernsehproduktionen zu arbeiten. Unter anderem tanzte sie professionell beim kubanischen Fernsehballett. 2009 zog sie nach Italien und studierte am Mailänder Michael Rodgers Acting Studio, am Terry Schreiber Studio und am The Actors Studio (beide in New York City). Zu den italienischen Produktionen, in denen sie mitwirkte, zählen Gli Uomini d'Oro von Vincent Alfieri und Chi m'ha visto von Alessandro Pondi.
Zu Garrigas Fernsehauftritten gehören mehrere Rollen in den Fernsehserien Navy CIS: L.A., Law & Order: Special Victims Unit und Navy CIS.
2023 und 2025 spielte Garriga die Rolle der Marie in Mission: Impossible – Dead Reckoning Teil Eins und Mission: Impossible – The Final Reckoning.
Garriga besitzt neben der kubanischen auch die italienische und die US-amerikanische Staatsbürgerschaft.

## Filmografie (Auswahl)
- 2011: Matrimonio a Parigi
- 2013: Horror Vacui (Fernseh-Miniserie, 8 Episoden)
- 2013: Colpi di fortuna
- 2014: Amici come noi
- 2015: Credence (Kurzfilm)
- 2015: Der junge Montalbano (Il giovane Montalbano, Fernsehserie, Episode 2x06)
- 2016: L'ispettore Coliandro (Fernsehserie, Episode 5x03)
- 2016: Romane Simon: Life of Gia the Movie
- 2016: Miami Beach
- 2017: Law & Order: Special Victims Unit (Fernsehserie, Episode 19x01)
- 2017: Chi m'ha visto
- 2017–2018: The Last Defectors (Fernsehserie)
- 2017–2021: Navy CIS: L.A. (NCIS: Los Angeles, Fernsehserie, 2 Episoden)
- 2018: Nightmare Cinema
- 2018: Bloodline
- 2018–2019: I delitti del BarLume (Fernsehserie, 2 Episoden)
- 2019: Sombra City (Kurzfilm)
- 2019: Gli uomini d'oro
- 2020: L'Alligatore (Fernseh-Miniserie, 2 Episoden)
- 2021: Luis Miguel – Die Serie (Luis Miguel: La Serie, Fernsehserie, Episode 2x07)
- 2022: Navy CIS (NCIS, Fernsehserie, Episode 19x18)
- 2022: Bosé (Fernsehserie, Episode 1x03)
- 2023: Mission: Impossible – Dead Reckoning Teil Eins (Mission: Impossible – Dead Reckoning Part One)
- 2024: Muori di le
- 2025: Mission: Impossible – The Final Reckoning
- 2025: Cuando nadie nos ve (Fernsehserie)